# Clubiona thorelli
Clubiona thorelli är en spindelart som beskrevs av Roewer 1951. Clubiona thorelli ingår i släktet Clubiona och familjen säckspindlar. Inga underarter finns listade i Catalogue of Life.